# Melitaea orthia
Melitaea orthia är en fjärilsart som beskrevs av Jacob Hübner 1816. Melitaea orthia ingår i släktet Melitaea och familjen praktfjärilar. Inga underarter finns listade i Catalogue of Life.